# NGC 6201
NGC 6201 este o galaxie situată în constelația Hercule. A fost descoperită în 6 iunie 1864 de către Albert Marth.